# 苏-32重型战斗轰炸机
苏-32重型战斗轰炸机（北约代号：後衛，Fullback）是俄罗斯苏霍伊根据苏-27全天候重型战斗机改进的下一代俄罗斯空军主力，被认为是新一代的俄罗斯航空兵部队代替陈旧的苏-24战斗轰炸机和苏-25攻击机的首选。

## 設計
苏-32双发重型战斗轰炸机的最大特征是其扁平的机头，原因是其采用了并列双座的设计，使得其机头加大；同时为了减小体积而将机头设计成扁平。
苏-32双发重型战斗轰炸机最早代型号为苏-27IB试验机，其试验机在1990年4月首飞，预生产型于1993年12月18日首飞。原预计在2002年全面换装，但是因为苏联解体带来的资金不足，直到2007年7月俄罗斯国防部才宣布正式接收苏-32双发重型战斗轰炸机。
苏-32双发重型战斗轰炸机采用了许多先进的装备，如装甲座舱、新型火控计算机、液晶显示器'、新型数据链，尾部尾椎管装有后视雷达等等。同时，该机为了方便飞行员在执行远程轰炸时保持体力，专门提供了一个小空间，可供一人站立休息，并提供了微型厨房和厕所。同时该机有能力发射空对空和空对地导弹、电视制导炸弹、超音速反舰导弹、普通炸弹，外挂点多达12个，具备多任务能力。

## 特点

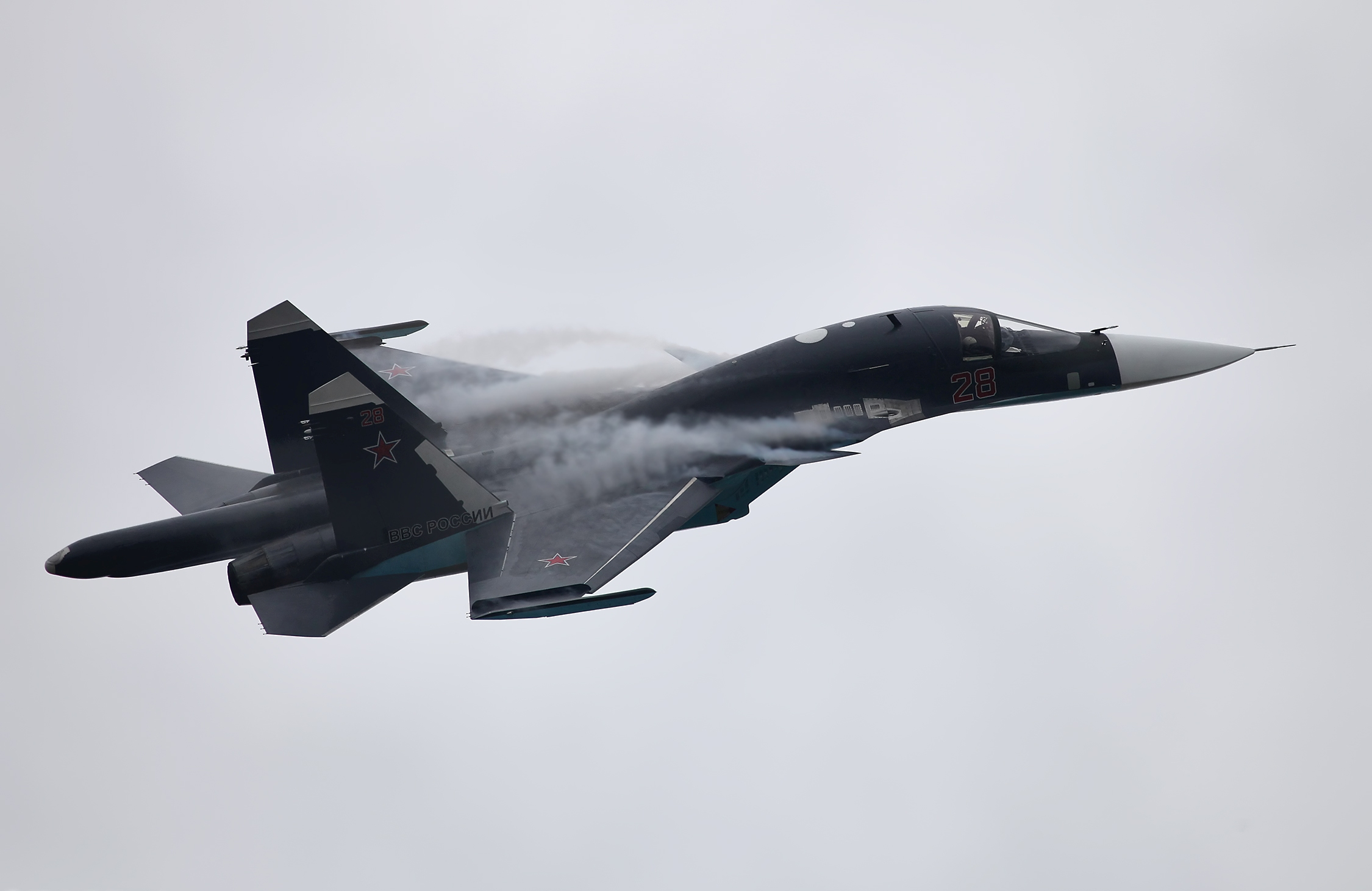
Su-34

- 为了适应轰炸任务，苏-32双发重型战斗轰炸机在座舱外加装了厚达17MM的钛合金装甲，这种措施在活跃于阿富汗战场的苏-25战斗轰炸机上被证明是及其有效的，保护了许多飞行员不受地面高射火炮的伤害。
- 新式火控计算机与液晶显示屏改变了以往苏式战斗机火控系统落后的状况，同时新式数据链也大大提升了俄罗斯航空兵的作战效能。
- 高航程与良好的舒适度使苏-32双发重型战斗轰炸机可以执行中远程轰炸任务，同时其具备战斗机的机动性，大大增强了突防能力，成为俄罗斯航空兵的一支尖兵。
- 苏-32双发重型战斗轰炸机加强了其起落架的负载能力，采用的双轮起落架使其具备了在前线野战机场降落的能力，加强了其作战灵活性。

## 性能（苏-32）
- 最大速度:1.8馬赫
- 翼展:14.70m
- 長度:23.34m
- 高度:6.50m
- 主翼面積:62.00m
- 通常起飛重量:38,240 kg
- 最大起飛重量:44,350 kg
- 翼負載:8,000 kg